# كزافييه نويل
كزافييه نويل (بالفرنسية: Xavier Noël)‏ (11 يوليو 1976 بلزابيم في فرنسا - ) هو ملاكم فرنسي، صنّف ضمن فئة وزن الويلتر. شارك في الألعاب الأولمبية الصيفية 2004.

## وصلات خارجية
- كزافييه نويل على موقع اللجنة الأولمبية الدولية (الإنجليزية)
- كزافييه نويل على موقع أوليمبيديا (الإنجليزية)